# جحيم الاعتمادية
جحيم الاعتمادية (بالإنجليزية: Dependency hell)‏ هو مصطلح يدل على مشكلة تواجه مطوري البرمجيات و المستخدمين بشكل عام، عندما يكون البرنامج أو الحزمة تعتمد بشكل ما على برنامج آخر، يمكننا معرفة أن البرنامج يواجه هذه المشكلة إذا ظهرت أخطاء في البرنامج، أو إذا عمل البرنامج بشكل غير طبيعي.

## روابط اضافية
- Dependency walker
- MacDependency نسخة محفوظة 2 يناير 2013 at Archive.is
- Implicit dependency
- Context independence